# Tonna allium
Tonna allium là một loài ốc biển lớn, là động vật thân mềm chân bụng sống ở biển trong họ Tonnidae.

## Hình ảnh

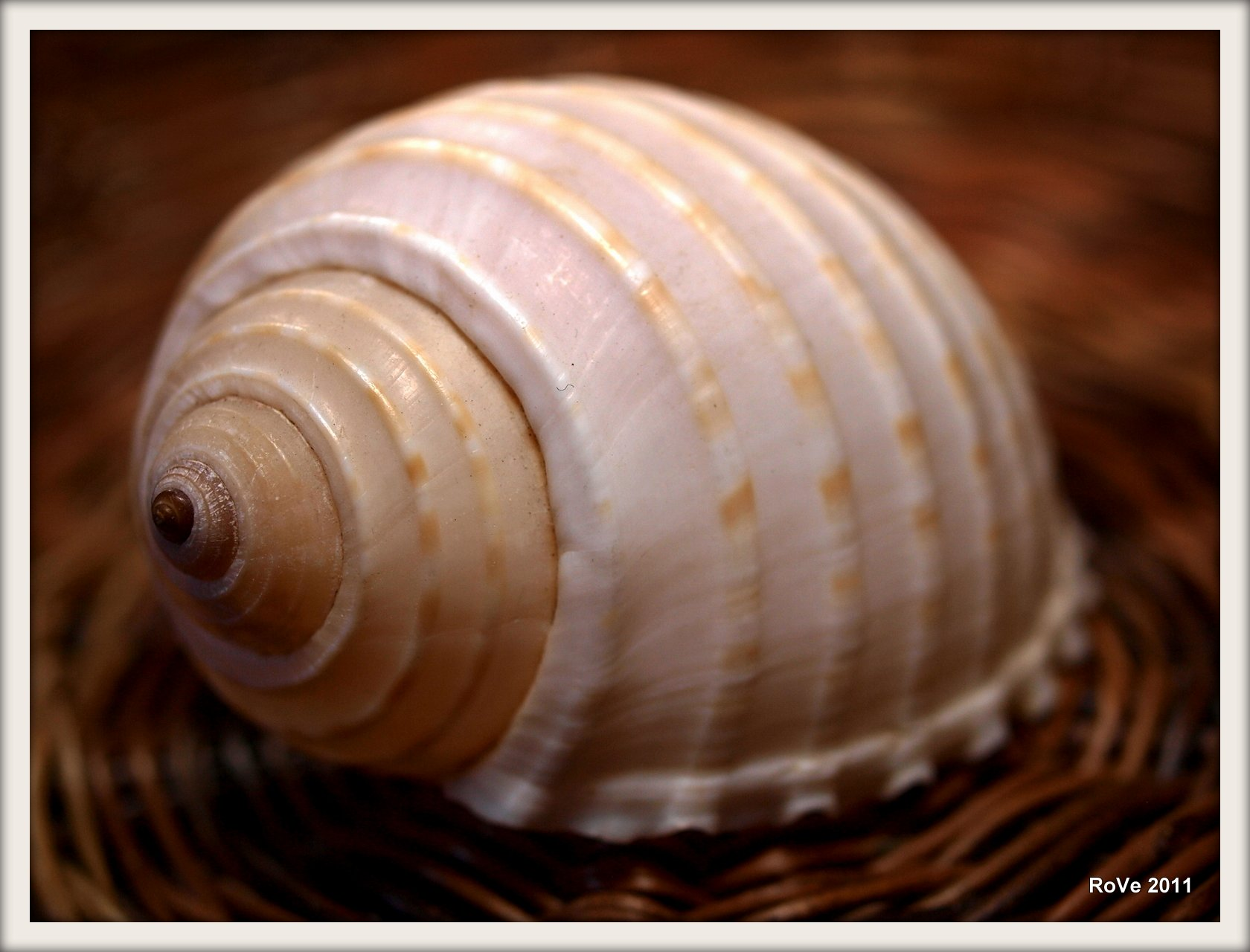
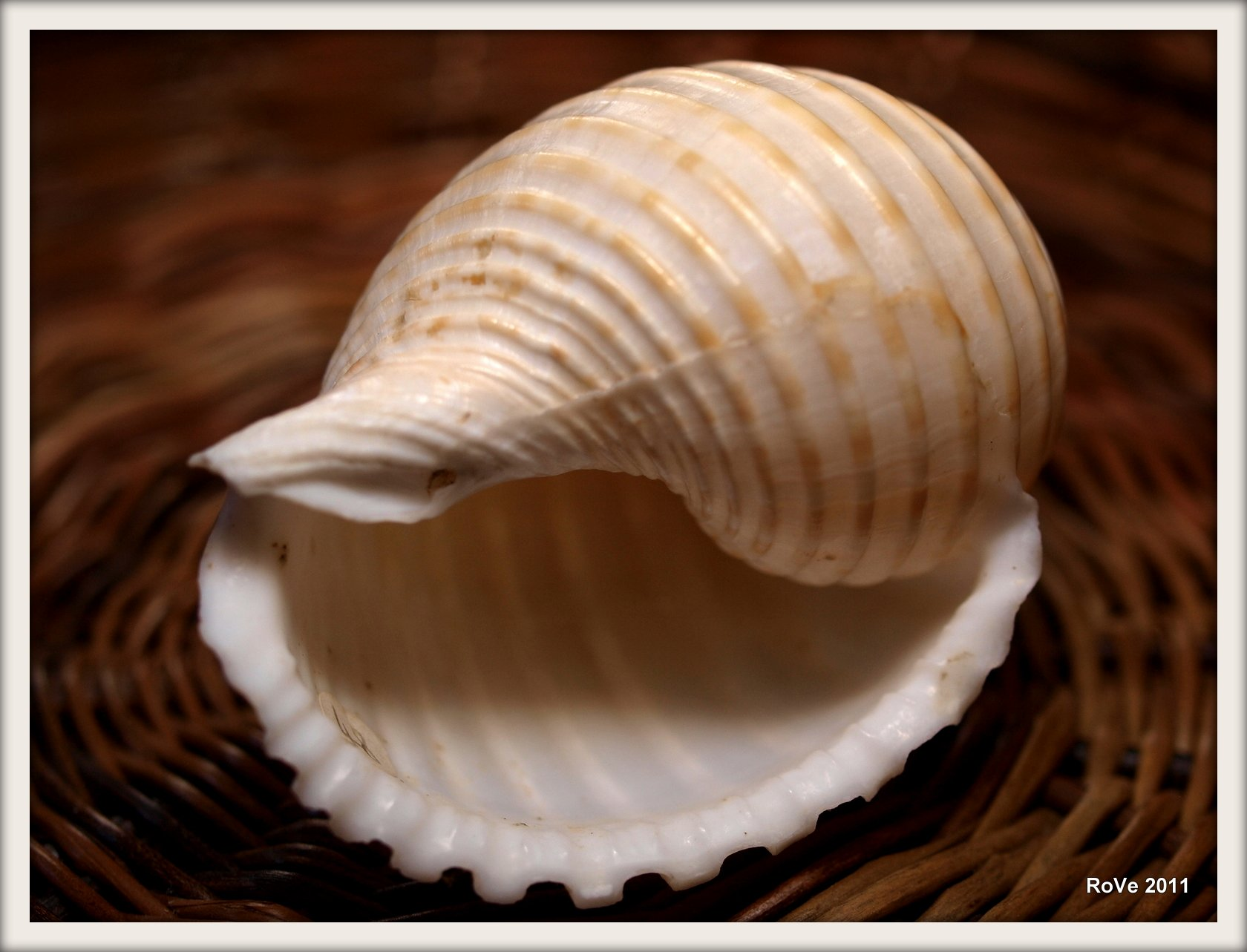
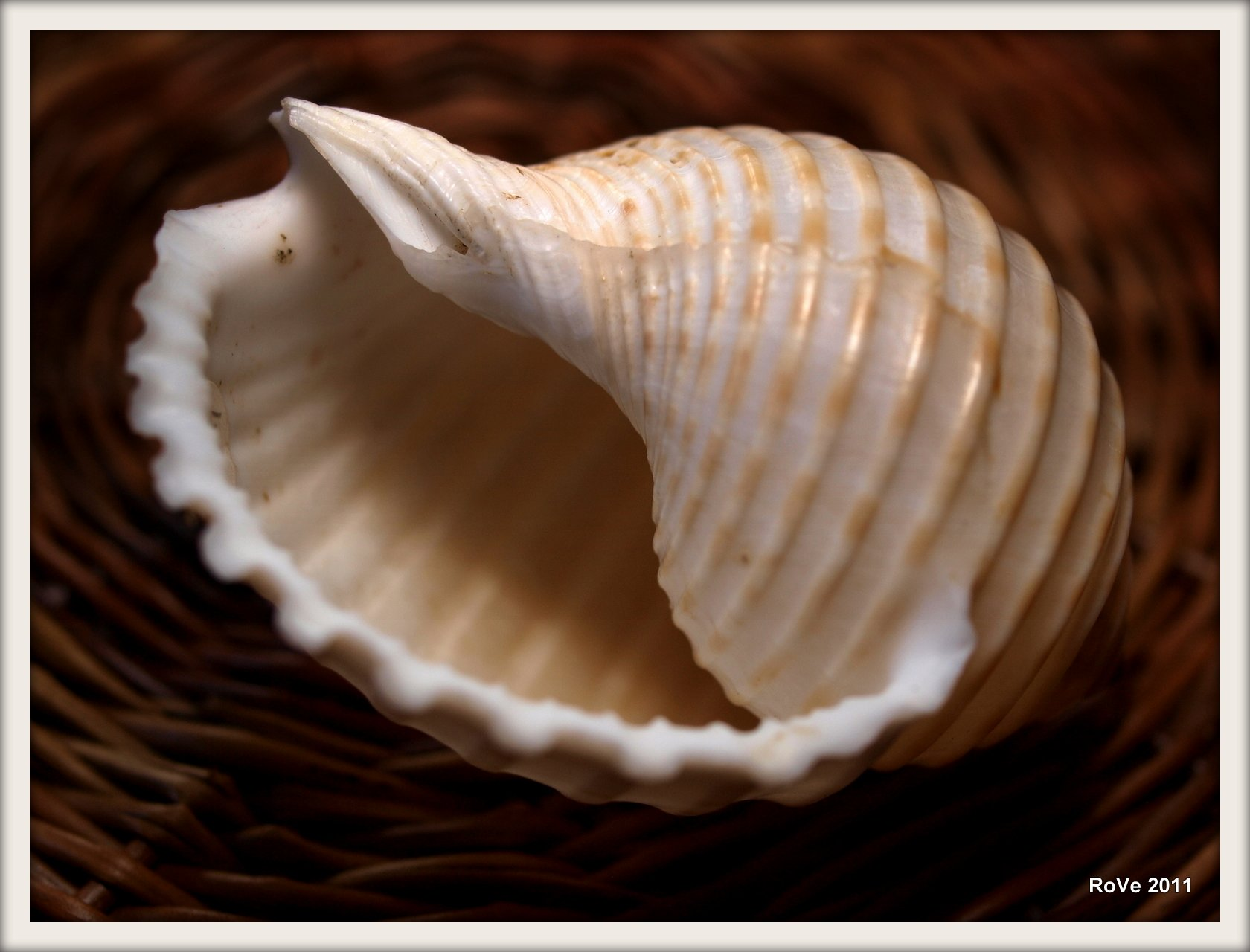
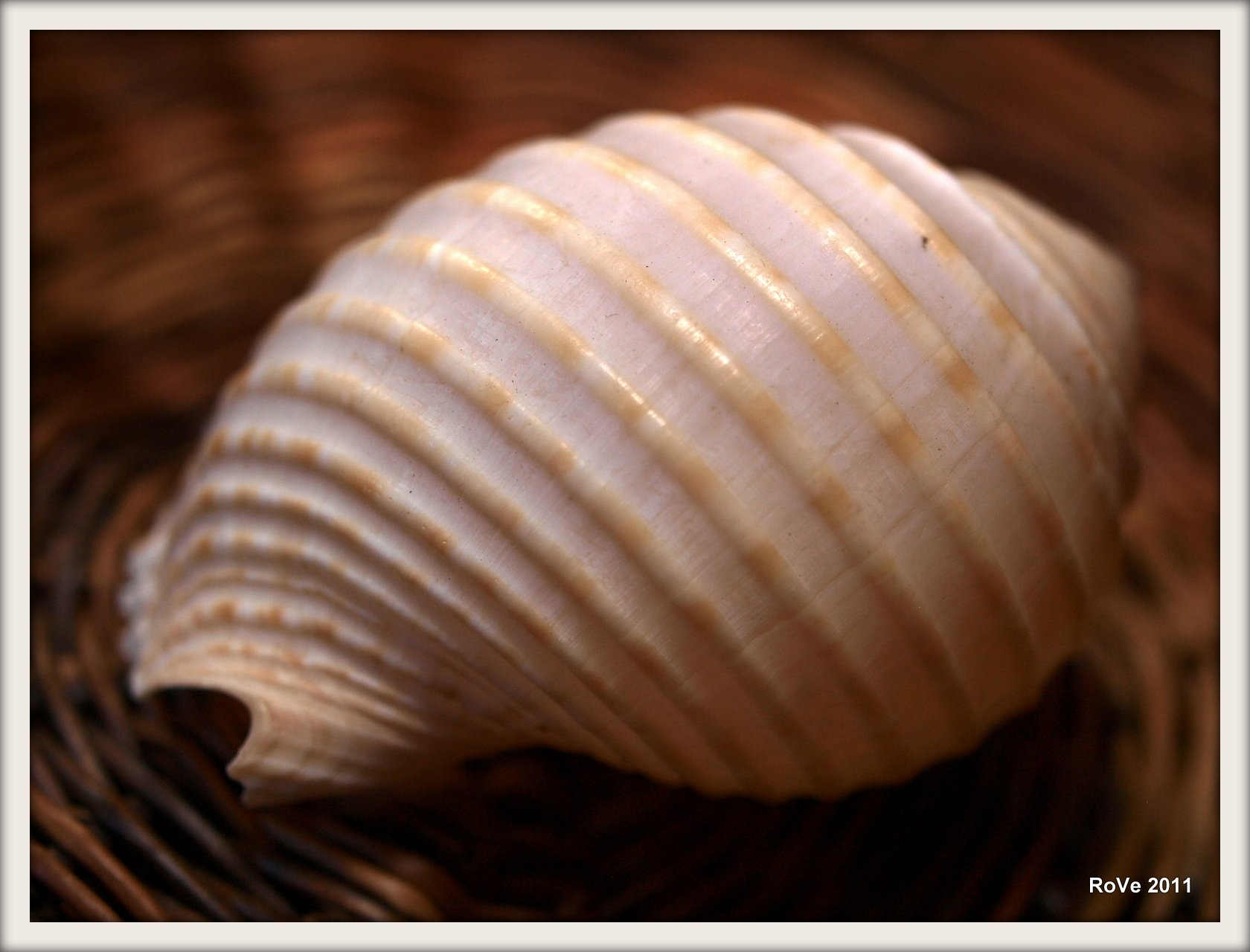